# 失去城堡的人
《失去城堡的人》（砦なき者）作為朝日電視台45週年紀念的特別單元劇，改編自日本已故著名推理創作劇作家野澤尚同名小說，并由他本人擔任編劇，導演是合作多年的電視劇界名導鶴橋康夫。

## 故事簡介
女子高中生·古谷芽衣子在一旅館中自殺身亡。這個少女自殺的前一天，曾被首都電視很受歡迎的新聞節目特集中報道她參與少女賣淫。
這檔新聞節目特集的主持人長坂文雄（役所廣司）起初對這個女子高中生賣淫的特集并不起勁，是被擔任了規劃的同節目女性導演逢澤瑤子（鈴木京香）熱情吹動而編制的特集。
作為競爭對手的東洋電視馬上對這名女子高中生的戀人八尋樹一郎（妻夫木聰）進行採訪。一邊忍耐深深的悲傷，一邊訴諸節目製作群為收視率逼死女友，淚光閃閃的拼命庇護女友的八尋，在電視節目收看者眼里具有超凡魅力的身姿博得無數同情，成為各大媒體的焦點人物。
長坂迫于壓力離開新聞主持人的職位。心存疑慮的逢澤追查了謎樣青年八尋鮮為人知的過去。八尋純真的臉孔下隱藏的真實漸漸浮出水面……

## 主要演員
長坂 文雄 役所廣司 飾
首都電視新聞節目特集主持人，52歲。
八尋 樹一郎 妻夫木聰 飾
謎樣青年，古谷芽衣子的戀人，23歲。
逢澤 瑤子 鈴木京香 飾
首都電視新聞節目特集導演，30歲。
倉科 研司 内野聖陽 飾
首都電視報道局専任部長，39歳。
古谷芽衣子 真木陽子 飾
女子高校生，自殺身亡，17歳。
八尋 大樹 本田博太郎 飾
八尋樹一郎的父親，42歳。
八尋 綾子 筒井真理子 飾
八尋樹一郎的母親。
多島 芳之 岩松了 飾
大学教授，59歳。
樋口AD 尾野真千子 飾
首都電視報道局AD

## 制作人員
- 原作：野澤尚（「砦なき者」講談社文庫）
- 編劇：野澤尚
- 監督：鶴橋康夫
- 音楽：宇崎龍童

## 外部連結
官方網站